# Langerra easoensis
Espèce
Langerra easoensis est une espèce d'araignées aranéomorphes de la famille des Salticidae.

## Distribution
Cette espèce est endémique de la province de Đắk Lắk au Viêt Nam,. Elle se rencontre vers Ea Kar.

## Description
Le mâle holotype mesure 4,51 mm et la femelle paratype 3,58 mm.

## Systématique et taxinomie
Cette espèce a été décrite par Hoang en 2024.

## Étymologie
Son nom d'espèce, composé de easo et du suffixe latin -ensis, « qui vit dans, qui habite », lui a été donné en référence au lieu de sa découverte, la réserve naturelle d'Ea So.

## Publication originale
- Hoang, 2024 : « Description of an additional new species in the monotypic genus Langerra Żabka, 1985 from Vietnam (Araneae: Salticidae). » Zootaxa, no 5555(2), p. 297-300.